# 우크라이나-폴란드 관계
1991년 우크라이나가 소련으로부터 독립한 직후 우크라이나-폴란드 관계는 국제적으로 부활했다. 폴란드는 우크라이나의 존재를 최초로 인정한 국가이다. 우크라이나-폴란드 관계에서는 양국 국민의 공유 역사에서 비롯된 다양한 논란이 때때로 다시 불거지지만 폴란드와 우크라이나의 양국 관계에는 큰 영향을 미치지 않는 경향이 있다.
폴란드와 우크라이나는 각각 러시아에 이어 두 번째와 세 번째로 큰 슬라브족 국가이다. 두 나라는 약 529km의 국경을 공유하고 있다. 폴란드가 1985년 솅겐 협정을 2003년에 수락하면서 우크라이나 국경 교통에 문제가 발생했다. 2009년 7월 1일, 국경 지역에 거주하는 우크라이나 시민들이 자유화된 절차에 따라 폴란드 국경을 넘을 수 있도록 하는 지역 국경 교통 협정이 발효되었다.
우크라이나는 2009년 폴란드가 시작한 유럽 연합 프로젝트인 동방 파트너십의 회원국으로, EU와 동유럽 이웃 국가들 간의 무역, 경제 전략, 여행 협정 및 기타 문제에 대한 논의의 장을 마련하는 것을 목표로 하고 있다.

## 러시아의 우크라이나 침공
2022년 러시아의 우크라이나 침공에서, 폴란드는 우크라이나에 대규모 군사원조를 했다.
폴란드는 러시아가 2022년 2월 24일 우크라이나를 침공한 이후 T-72 전차 230대, BWP-1 보병전투차 40대, 2S1 122mm 자주포 20문, 122mm 다연장로켓포(MLRS) 20문 등의 각종 야포를 우크라이나에 지원했다.
폴란드는 러시아와 전쟁 중인 우크라이나에 지난 4월부터 T-72 구형전차 230대를 순차적으로 넘겨주고 있다. 대신 폴란드는 미국으로부터 250대의 M1A2 에이브람스 전차를 받기로 했다. 우크라이나에 230대의 T-72 전차를 넘겨주고, 미국에서 250대의 M1A2 전차를 받겠다는 것이다. 폴란드가 인수하게 될 M1A2 전차는 기존 생산 모델이 될 것으로 알려졌다.
BWP-1는 소련제 궤도형 보병전투장갑차 BMP-1의 파생형 모델로 폴란드에서 생산됐다. 폴란드 지상군은 2016년 현재 이 두 종류의 장갑차를 1000대 이상 운용 중이다.

### 국경선
2022년 3월 13일, 러시아군이 폴란드 국경 인근 우크라이나 서부 르비우 인근 국제의용군 훈련소에 미사일 8발을 발사했다. 미사일은 우크라이나 야보리우 지역에 있는 국제평화유지안보센터(IPSC)에 떨어졌다. 이곳은 우크라이나 군대, 특히 평화유지 임무를 위한 훈련소로, 최근까지 미군이 우크라이나군의 훈련을 실시하고 있었다. 이곳은 또 수 천 명의 민간인이 폴란드로 피난하는 길목이다.
이 시설은 우크라이나 서부에서 가장 큰 군사훈련 시설로, 2015년부터 미군과 나토군이 자체 훈련을 하거나 우크라이나군을 훈련시켰던 곳이다. 최근에는 우크라이나를 도우러 온 국제의용군들의 훈련소 역할을 했던 것으로 알려졌다. 나토 회원국인 폴란드 국경에서는 불과 25㎞ 떨어진 곳에 위치해 있다. 서방의 무기가 우크라이나로 들어가는 통로 역할을 하고 있다.
러시아군은 IPSC에서 외국 용병들을 훈련하고 편성했으며, 외국에서 지원된 무기 등 군사장비를 보관하고 있어 공습했다고 밝혔다. 이고리 코나셴코프 러시아 국방부 대변인은 공습 뒤 브리핑에서 “용병 180명과 대규모 외국 무기들이 제거됐다”면서 “우크라이나 영토로 오는 외국 용병은 계속 제거될 것”이라고 말했다.
우크라이나 당국은 이번 공격으로 35명이 사망하고 134명이 다쳤다고 발표했다. 올렉시 레즈니코프 우크라이나 국방장관은 사회관계망서비스(SNS)에 “외국인 교관들이 이곳에서 일하고 있었다”며 “피해자 정보를 확인 중”이라고 적었다.

### 전투기
2022년 3월 8일, 폴란드 외무부가 폴란드 공군이 운용하던 소련제 미그-29 전투기 28대를 독일에 주둔하는 미공군의 람슈타인 공군기지에 배치한다고 밝혔다. 이후 전투기에 대한 처분은 미국에 맡긴다는 방침이다. 대신 미국이 F-16 전투기를 폴란드에 제공해 달라고, 이른바 '스왑 딜(swap deal)'을 미국에 제안했다.
3월 10일, 미국은 이러한 제안에 반대했다. 미국은 폴란드 정부가 우크라이나에 전투기를 제공하려면 직접 제공하라는 입장이다.
4월 8일, 국방부 차관을 중심으로 구성된 한국 고위 대표단은 최근 폴란드를 방문해 FA-50 수출을 타진했다. 폴란드 공군이 운용하던 소련제 미그-29 전투기 28대를 우크라이나 공군에 무상제공하고, FA-50 48대를 구매하기로 했다. FA-50은 한 대당 4000만달러(518억원)으로 48대는 19억 2000만달러(2조 4864억원)에 달한다.
FA-50은 "미니 F-16"이라는 별명을 갖고 있으며, F-16을 개발한 미국 록히드 마틴과 한국 KAI가 10년 동안 2조원을 들여 공동개발했다. 록히드 마틴의 개발지분은 30%였다.
폴란드가 수입할 FA-50PL 모델은, 가장 최첨단 모델이다. 미국산 AESA 전자식 레이더, AIM-120C 암람 중거리 공대공 미사일, 공중급유 기능을 추가했다. 현재 한국 공군의 FA-50은 기계식 레이더, 단거리 공대공 미사일만 무장하며, 공중급유 기능도 없다. 최근 미국 정부는 FA-50에 미국산 AESA 전자식 레이더, AIM-120C 암람 중거리 공대공 미사일 장착을 허가했다. F-16C/D 블록 50/52의 성능과 맞먹을 것으로 평가받고 있다.
FA-50은 그동안 별로 인기가 없었다. 그러나, 친미 서방국가들 중에서는 가장 싼 가격의 4.5세대 경전투기이고, 미국 록히드 마틴이 개입하고 있어서, 갑자기 인기를 얻고 있다. 즉, 미국 방산기업이 판매하는 가장 싼 4.5세대 전투기이다. 5세대 스텔스 전투기는 가격도 운영유지비도 너무 비싸서, 많은 친미 서방국가들이 사기에는 매우 부담스럽다. "미니 F-16"이란 별명의 FA-50가 아닌, F-16도 물론 유명하지만, 업그레이드가 되면서 점점 가격이 너무 비싸졌다. 전투기를 실제로 쓸 일이 별로 없기 때문에, 많은 국가들은, 너무 고비용의 고성능 전투기를 대량구매하는 것을 꺼려한다. 그래서, 미국 기업이 판매하는 가장 싸고 가장 저성능의 전투기가 FA-50이다.

### 핵무기 공유
1999년 나토에 가입한 폴란드는 2004년에는 유럽연합(EU) 회원국이 되면서 동유럽의 서방화에 기수가 됐다. 이후 폴란드는 우크라이나의 서방화, 즉 나토와 EU 가입을 지지했다. 폴란드의 서쪽에 우크라이나 동쪽과 접경해 있고, 우크라이나의 동쪽은 러시아의 서쪽과 접경해 있다.
2022년 10월 5일, 안제이 두다 폴란드 대통령이 자국 영토에 미국 핵무기를 나토의 핵무기 공유 방식으로 배치해 달라고 조 바이든 미 행정부에 요청했다. 미국 핵무기의 폴란드 이전은 핵확산금지조약(NPT)과 1997년 러시아·나토 창설법 등 국제법을 위반하는 행위다. 나토는 1991년 냉전이 종료된 후 새로운 회원국 영토에 핵무기를 배치하지 않겠다고 선언한 바 있다.
반면 러시아는 나토-러시아 창설법에서 규정한 책무를 위반하고 있다. 폴란드 이웃국가인 벨라루스는 자국 영토에 러시아산 핵무기의 반입을 허용하기로 결정했다.
현재 북대서양조약기구(NATO·나토) 회원국 중에선 미국, 영국, 프랑스가 핵무기를 보유하고 있고, 독일, 이탈리아, 네덜란드, 벨기에, 튀르키예는 미국과 핵무기 공유 협정을 체결한 상태다. 미국과학자연맹(FAS)은 이 나라들에 미국 핵무기 100기가 배치된 것으로 추정했다.
2022년 우크라이나 전쟁 이후 폴란드가 북대서양조약기구(NATO·나토) 동유럽 전력의 핵심으로 떠올랐다.

## 같이 보기
- 우크라이나 영토방위 국제군단